# 가바시마촌 (나가사키현 니시소노기군)
가바시마촌(樺島村)은 나가사키현 남부의 나가사키 반도 니시소노기군에 있던 촌이다. 

## 지리
노모반도(나가사키 반도) 남부 앞바다, 아마쿠사나다 및 다치바나만에 떠있는 가바섬의 전역을 촌구역으로 구성되어 있다.

## 역사
- 1889년 4월 1일 - 정촌제 시행에 의해 니시소노기군 가바시마촌이 단독으로 촌제를 시행해 성립하였다.
- 1955년 4월 1일 - 노모촌, 와키미사키촌, 다카하마촌의 일부와 합병, 정으로 승격해 노모자키정이 성립해 소멸하였다.

## 참고문헌
- 角川日本地名大辞典 42 長崎県
- 西彼杵郡現勢一班「野母村現勢概要」（1926年）国立国会図書館デジタルコレクション